# Pojejena

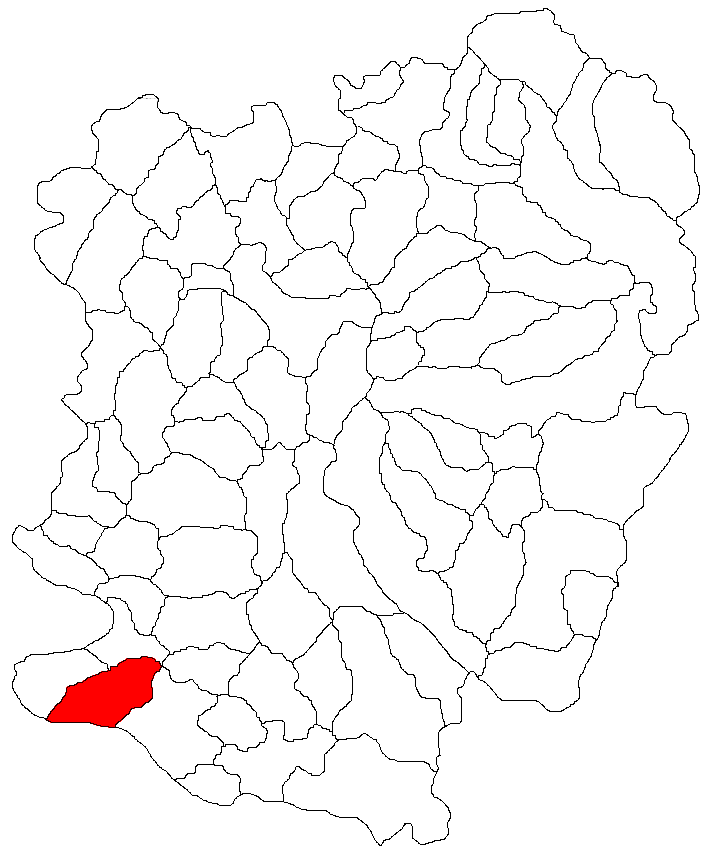
Lage der Gemeinde Pojejena im Kreis Caraș-Severin

Pojejena (bis 1924 Pojejena Română; deutsch Poscheschena, ungarisch Alsópozsgás, serbisch Пожежена oder Požežena; ) ist eine Gemeinde im Kreis Caraș-Severin in Rumänien.

## Geografische Lage
Die Ortschaft liegt in der Landschaft Clisura Dunării (serbisch Banatska Klisura). Im Jahre 2011 betrug die Einwohnerzahl 2585, von denen die Mehrheit ethnische Serben waren. Die Gemeinde besteht aus den Dörfern Belobreșca (Белобрешка; Fejérdomb), Divici (Дивић; Divécs), Pojejena, Radimna (Радимна; Rádonya) und Șușca (Шушка; Sisak).

## Nachbarorte
| Locva-Gebirge | Radimna                                     | Locva-Gebirge |
| Locva-Gebirge | Kompassrose, die auf Nachbargemeinden zeigt | Locva-Gebirge |
| Șușca         | Donau-Defilee                               | Măcești       |

## Geschichte
Bereits in der Antike war das Gebiet von Pojejena besiedelt. Dort befand sich das römische Kastell Pojejena nebst ziviler Siedlung und kleinem Hafen, die seit 2024 UNESCO-Weltkulturerbe sind.
Bis 1526 gehörte die Siedlung zum Königreich Ungarn. Während der osmanischen Herrschaft (1526–1718) gehörte sie zum Vilâyet Timișoara. Von 1718 bis 1778 war die Ortschaft Teil der Habsburger Krondomäne Temescher Banat.
Auf der Josephinischen Landaufnahme von 1717 ist der Ort Boseschena eingetragen.
1778 wurde das Banat von der Kaiserin Maria Theresia dem Königreich Ungarn zugesprochen. Von 1849 bis 1860 war es Teil eines eigenständigen Kronlandes der Woiwodschaft Serbien und Temescher Banat.
Nach dem Österreichisch-Ungarischen Ausgleich (1867) wurde das Banat dem Königreich Ungarn innerhalb der Doppelmonarchie Österreich-Ungarn angegliedert.
Anfang des 20. Jahrhunderts wurde das Gesetz zur Magyarisierung der Ortsnamen (Ga. 4/1898) umgesetzt. Der amtliche Ortsname war Alsópozsgás. Die ungarischen Ortsbezeichnungen blieben bis zur Verwaltungsreform von 1923 im Königreich Rumänien gültig, als die rumänischen Ortsnamen eingeführt wurden.
Der Vertrag von Trianon am 4. Juni 1920 hatte die Dreiteilung des Banats zur Folge, wodurch Pojejena an das Königreich Rumänien fiel.
Seit 2012 findet in Pojejena das internationale Pojejena Music Festival statt.

## Demografie
Im Jahr 2011 bestand die Bevölkerung aus:
- 52,14 % Serben
- 45,84 % Rumänen
- 1,12 % Roma
- Andere

## Sprachen
Die Gemeinde ist offiziell zweisprachig, sowohl mit rumänisch als auch mit serbisch als Amtssprachen.